# Énova-Manuel
Énova-Manuel (hiszp: Estación de L'Enova-Manuel) – stacja kolejowa w miejscowości L'Ènova, w pobliżu Manuel, we wspólnocie autonomicznej Walencja, w Hiszpanii.
Jest obsługiwana przez pociągi linii C-2 Cercanías Valencia i Media Distancia przewoźnika Renfe.

## Położenie stacji
Znajduje się na linii kolejowej Madryt – Walencja w km 65, na wysokości 44 m n.p.m..

## Historia
Oddana została do użytku w dniu 10 lipca 2009 roku wraz z otwarciem nowej trasy omijającej Manuel i L'Enova. Budowa jest wynikiem intensywnego ruchu kolejowego, który przechodził przez miasto Manuel (ponad dwieście pociągów dziennie). Nowa trasa wymusiła zamknięcie siedmiu przejazdów kolejowo-drogowych i budowę nowego dworca, który zastąpił starą stację Manuel-L'Enova.
Nowa stacja ma powierzchnię 300 m². Jej fasada jest pokryta wapieniem naturalnym. Ma dużą, 90-metrową wiatę na peronie, połączoną tunelem z dworcem wyposażonym w windy. Przed stacją znajduje się parking na 114 samochodów, w tym cztery miejsca zarezerwowane dla osób niepełnosprawnych.

## Linie kolejowe
- Madryt – Walencja